# Усумане Камара
Усумане Камара (фр. Ousoumane Camara, нар. 30 травня 1996, Понтуаз, Франція) — французький футболіст гвінейського походження, опорний півзахисник клубу «Осер».

## Ігрова кар'єра
Усумане Камара народився у передмісті Парижа місті Понтуаз і футболом почав займатися у місцевому клубі аматорського рівня. У 2011 році футболіст перейшов до футбольної школи «Осера».
З 2016 року Камара виступав за другий склад «Осера» у Національному чемпіонаті. У травні 2019 року футболіст підписав з клубом свій перший професійний контракт. Дебют гравця на професійному рівні відбувся у серпні 2020 року у матчі Ліги 2 проти «Сошо».

## Особисте життя
Камара народився у Франції у родині вихідців з Гвінеї. Тому окрім збірної Франції він має також нагоду виступати за національну збірну Гвінеї.